# بریوسکو
بریوسکو (به ایتالیایی: Briosco) یک کومونه در ایتالیا است که در استان مونتزا و بریانتزا واقع شده‌است.

## خصوصیات
بریوسکو ۶٫۶ کیلومترمربع مساحت و ۵٬۶۷۶ نفر جمعیت دارد.